# Hypoxis rigida
Hypoxis rigida är en enhjärtbladig växtart som beskrevs av Alvin Wentworth Chapman. Hypoxis rigida ingår i släktet Hypoxis och familjen Hypoxidaceae. Inga underarter finns listade i Catalogue of Life.